# Chenôve
Chenôve is een gemeente in het Franse departement Côte-d'Or (regio Bourgogne-Franche-Comté). De gemeente telde 14.299 inwoners op 1 januari 2022. De plaats maakt deel uit van het arrondissement Dijon.
De gemeente heeft een lange geschiedenis van wijnbouw en telt anno 2022 nog 65 hectaren aan wijngaarden. Het oosten van de gemeente vormt een stedelijk gebied met Dijon.

## Geschiedenis
Rond 700 werd een Merovingische kapel gebouwd op de plaats van de latere kerk Saint-Nazaire. Het dorp Chenôve behoorde in de 11e eeuw toe aan het kapittel van de kathedraal van Autun, die er hun wijngaarden hadden alsook een versterkt huis. In de 13e eeuw werden het dorp en zijn wijngaarden verdeeld tussen deze kanunniken, de Abdij Saint-Bénigne in Dijon en de hertogen van Bourgondië. Vanaf het einde van de 15e eeuw kwamen die wijngaarden toe aan de Franse kroon. De wijnen van Chenôve hadden een groot prestige maar dit verwaterde stilaan. In de 19e eeuw had de gemeente 330 ha aan wijngaarden maar de geproduceerde wijn hadden geen speciale reputatie meer.
In de 19e eeuw was er een militair oefenterrein in het westen van de gemeente. In de loop van de 20e eeuw is het oostelijk deel van de gemeente sterk verstedelijkt.

## Bezienswaardigheden
- Cuverie (opslagplaats voor wijnvaten) uit de 13e eeuw. De hertogen van Bourgondië lieten hier hun wijn persen. Er zijn twee 15e-eeuwse wijnpersen bewaard.[3]
- Kerk Saint-Nazaire: verschillende elementen van het interieur van deze 13e-eeuwse romaanse kerk zijn beschermd als historisch monument (Beeld van Maria met Kind uit de 15e eeuw, wijwatervaten uit de 15e eeuw, retabels in het koor uit de 17e eeuw, en de bronzen kerkklokken uit 1662 en 1738).[4]

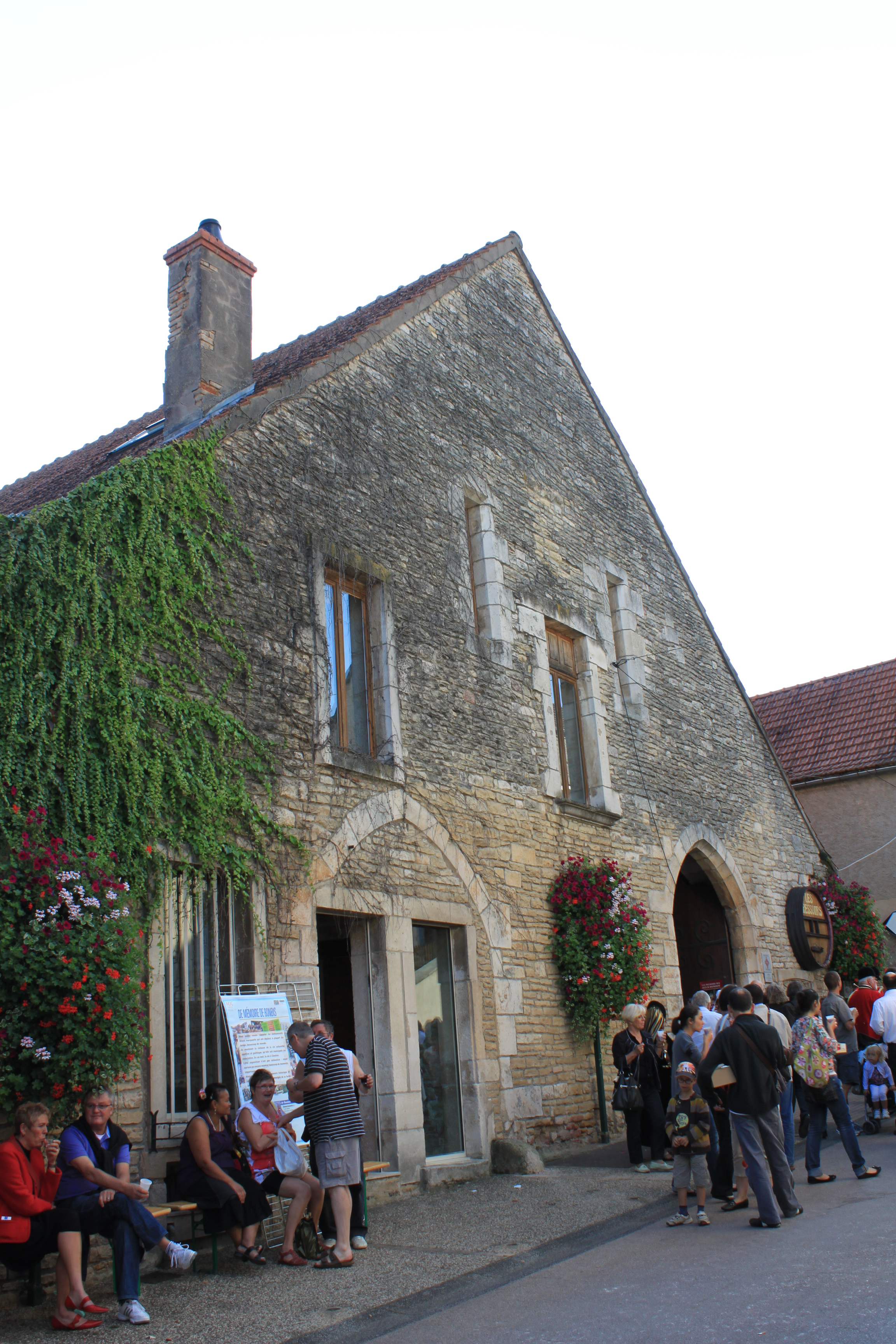
Cuvier
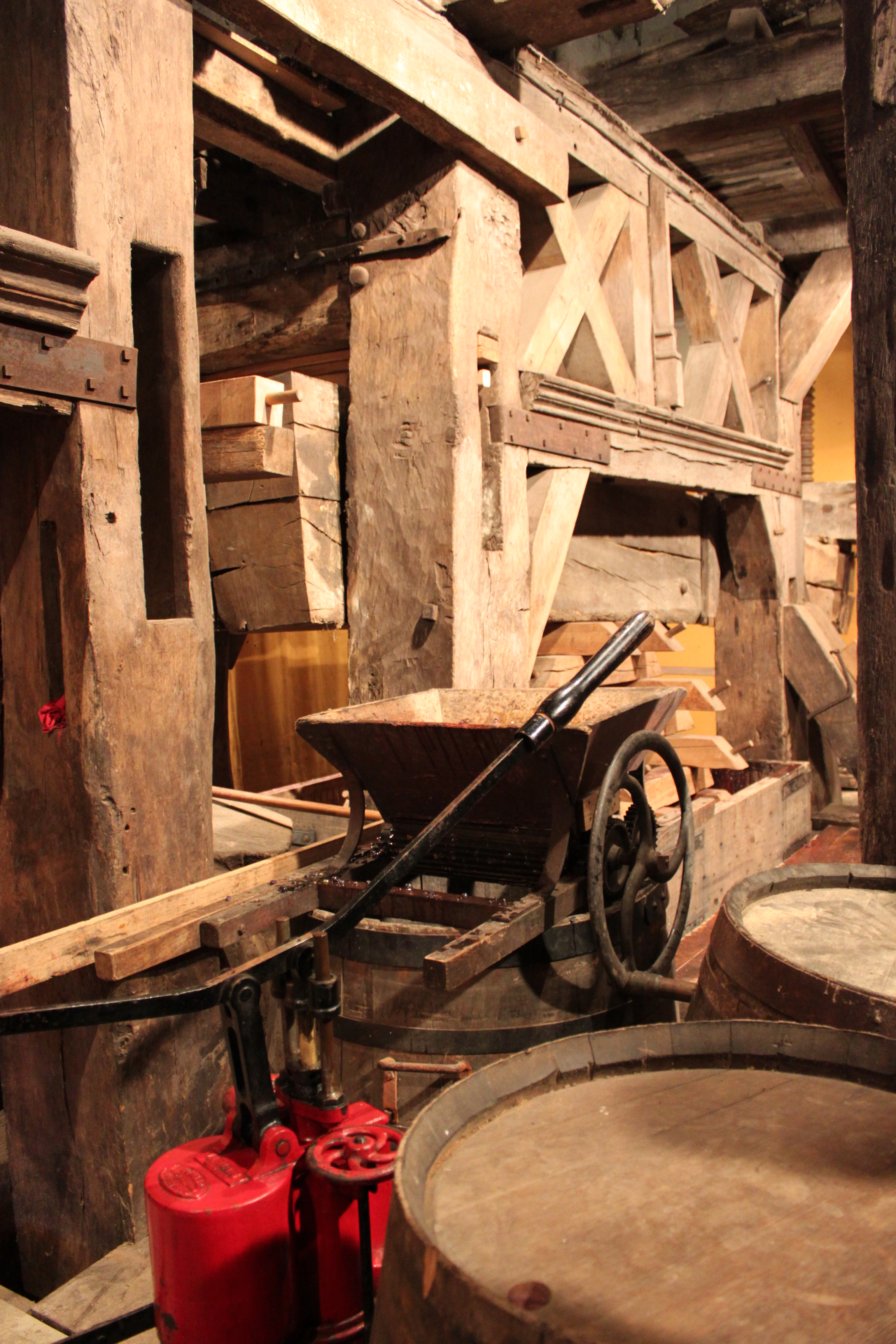
15e-eeuwse wijnpers
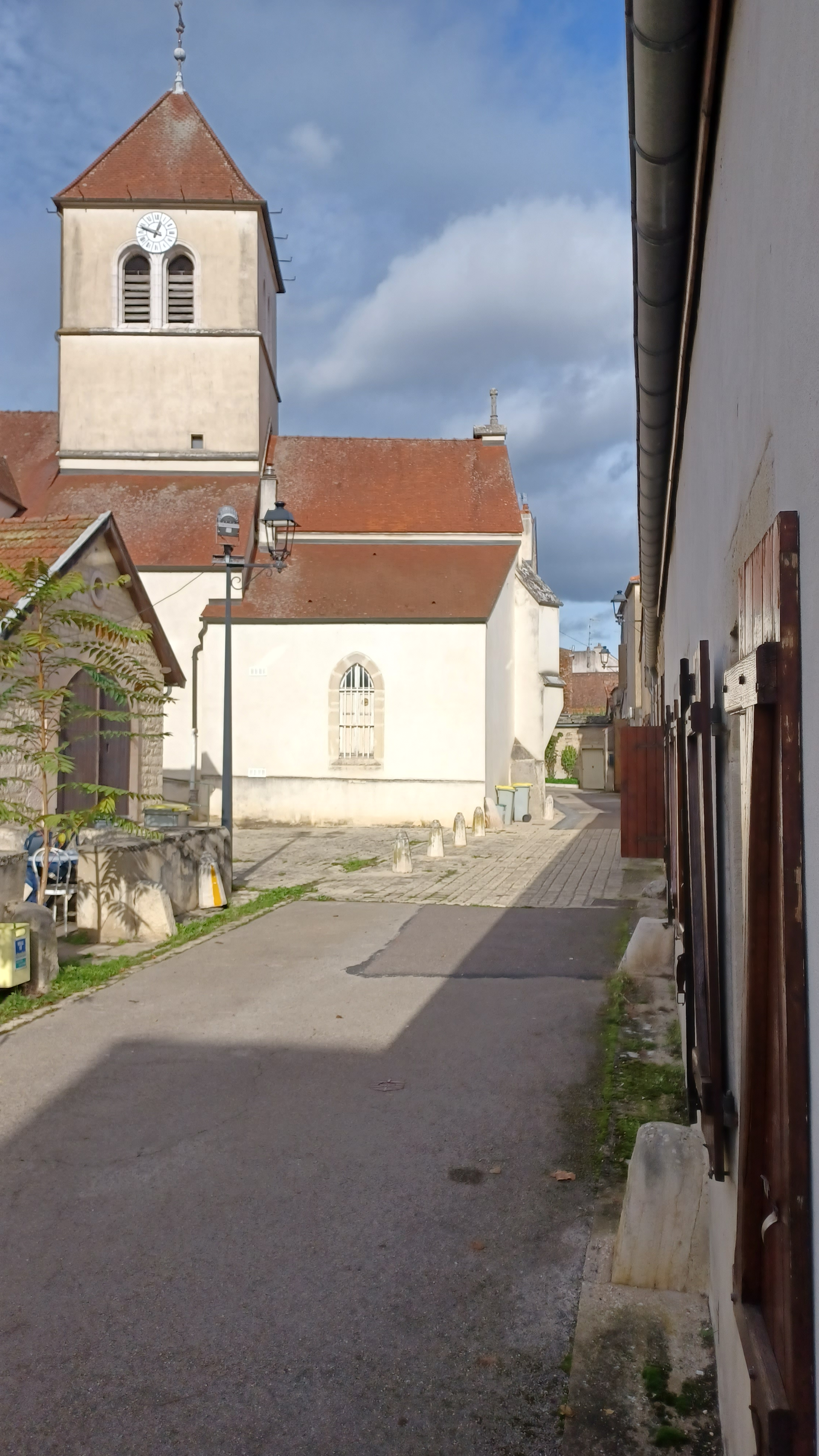
Kerk Saint-Nazaire
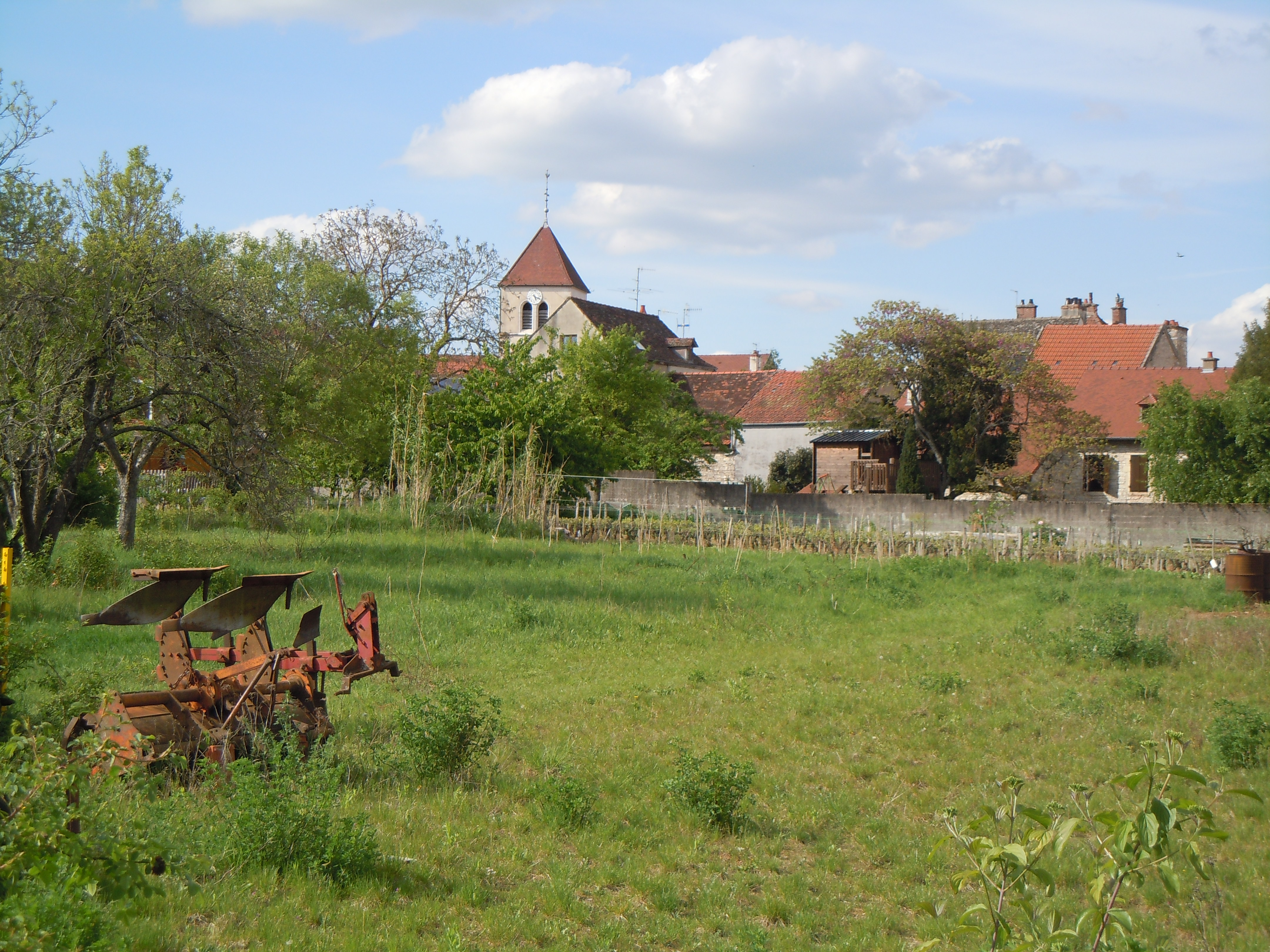
Het oude centrum
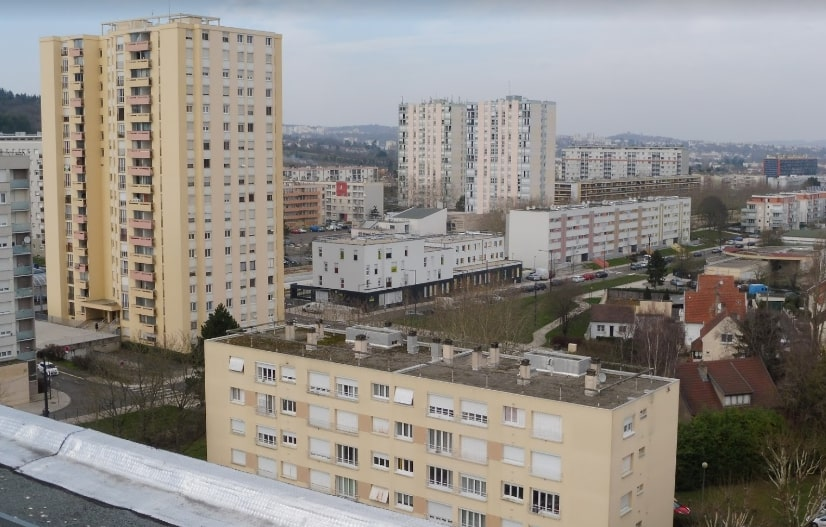
Hoogbouw in Chenôve
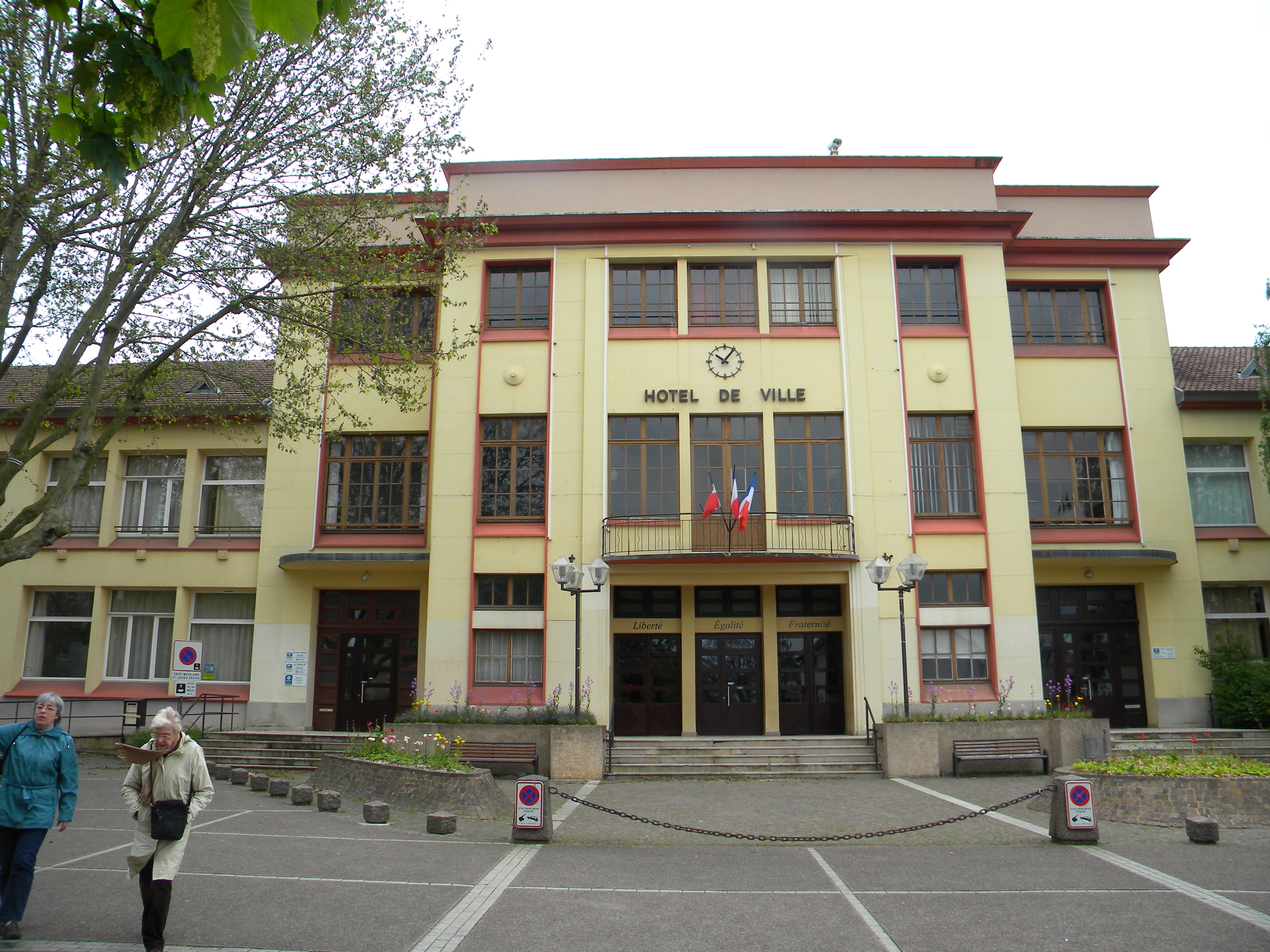
Gemeentehuis

## Geografie
De oppervlakte van Chenôve bedroeg op 1 januari 2022 7,42 vierkante kilometer; de bevolkingsdichtheid was toen 1.927,1 inwoners per km².
De gemeente ligt op een plateau ten zuiden van de stad Dijon.
De onderstaande kaart toont de ligging van Chenôve met de belangrijkste infrastructuur en aangrenzende gemeenten.

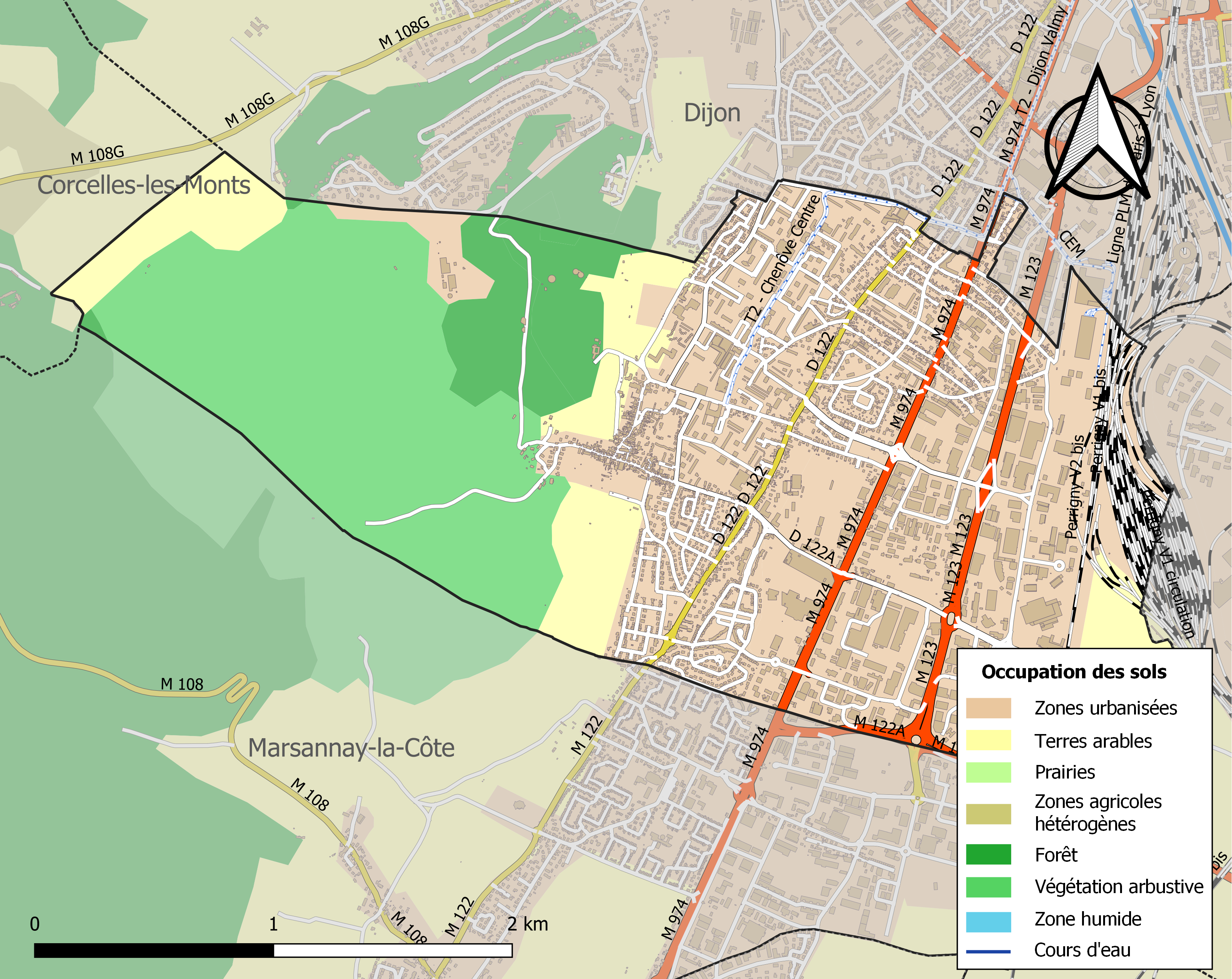

## Demografie
Onderstaande figuur toont het verloop van het inwonertal (bron: INSEE-tellingen).